# 한국영화평론가협회
한국영화평론가협회(韓國映畵評論家協會)는 1950년 발족된 대한민국의 영화 평론가 협회이다.
1950년 6월, 뜻하지 않았던 전쟁이 발발함에 따라 전 국토는 전란에 휘말리게 되었고, 이 북새통에도 영화인들은 끈질기게 영화를 제작하였는데(일부 영화인들은 군에 從軍했다), 1950년 9월 10일에는 임시 수도 부산에서 한국영화계의 부흥·재건을 뒷받침하기 위해서 한국영화평론가협회가 구성·발족되었다. 초대 회장에 오종식(吳宗植), 회원 오영진(吳泳鎭)·김소동(金蘇東)·유두연(劉斗演)·이봉래(李奉來)·이정선(李貞善)·허백년(許柏年)·박인환(朴寅換)·이청기(李淸基)·황영빈(黃榮彬)·이진섭(李眞燮) 등이 중요 멤버였다. 그 뒤 1954년에는 제1회 '한국영화평론가협회상'이 제정되어, 예술적인 면에 공적이 많은 영화와 영화인에게 수상했고, 기타 영화 저널리즘 확립에 기여했다.

## 같이 보기
- 한국영화평론가협회상